# Takaši Usami
Takaši Usami (* 6. května 1992) je japonský fotbalista.

## Reprezentační kariéra
Takaši Usami odehrál 27 reprezentačních utkání. S japonskou reprezentací se zúčastnil letních olympijských her 2012.

## Statistiky
| Japonsko | Japonsko | Japonsko |
| Roky     | Záp.     | Góly     |
| -------- | -------- | -------- |
| 2015     | 13       | 2        |
| 2016     | 5        | 1        |
| 2017     | 1        | 0        |
| 2018     | 7        | 0        |
| 2019     | 1        | 0        |
| Celkem   | 27       | 3        |